# Chariesthes
Chariesthes är ett släkte av skalbaggar. Chariesthes ingår i familjen långhorningar.

## Dottertaxa tillChariesthes, i alfabetisk ordning[1]
- Chariesthes albovariegata
- Chariesthes amoena
- Chariesthes analis
- Chariesthes angolensis
- Chariesthes antennata
- Chariesthes apicalis
- Chariesthes argentea
- Chariesthes atroapicalis
- Chariesthes basiflavipennis
- Chariesthes bechynei
- Chariesthes bimaculipennis
- Chariesthes cervina
- Chariesthes chassoti
- Chariesthes congoensis
- Chariesthes donovani
- Chariesthes ertli
- Chariesthes euchroma
- Chariesthes fairmairei
- Chariesthes flavolineata
- Chariesthes formosa
- Chariesthes freya
- Chariesthes gestroi
- Chariesthes grisescens
- Chariesthes holzschuhi
- Chariesthes insularis
- Chariesthes interrogationis
- Chariesthes interruptevitticollis
- Chariesthes kenyensis
- Chariesthes kochi
- Chariesthes laetula
- Chariesthes leonensis
- Chariesthes liberiae
- Chariesthes lomii
- Chariesthes maublanci
- Chariesthes maynei
- Chariesthes multinotatus
- Chariesthes nigroapicalis
- Chariesthes nigroapicipennis
- Chariesthes nigronotata
- Chariesthes nigropunctata
- Chariesthes obliquevittata
- Chariesthes obscura
- Chariesthes pulchelloides
- Chariesthes richteri
- Chariesthes rubida
- Chariesthes rubra
- Chariesthes ruficollis
- Chariesthes rutila
- Chariesthes schatzmayri
- Chariesthes sesensis
- Chariesthes similis
- Chariesthes socotraensis
- Chariesthes somaliensis
- Chariesthes striata
- Chariesthes subtricolor
- Chariesthes trivitticollis
- Chariesthes wilmoti